# Fritz Raddatz
Fritz Joachim Raddatz (Berlim, 3 de setembro de 1931 – Zurique, 26 de fevereiro de 2015) foi um folhetinista, ensaista, biógrafo e romancista alemão.

## Publicações selecionadas

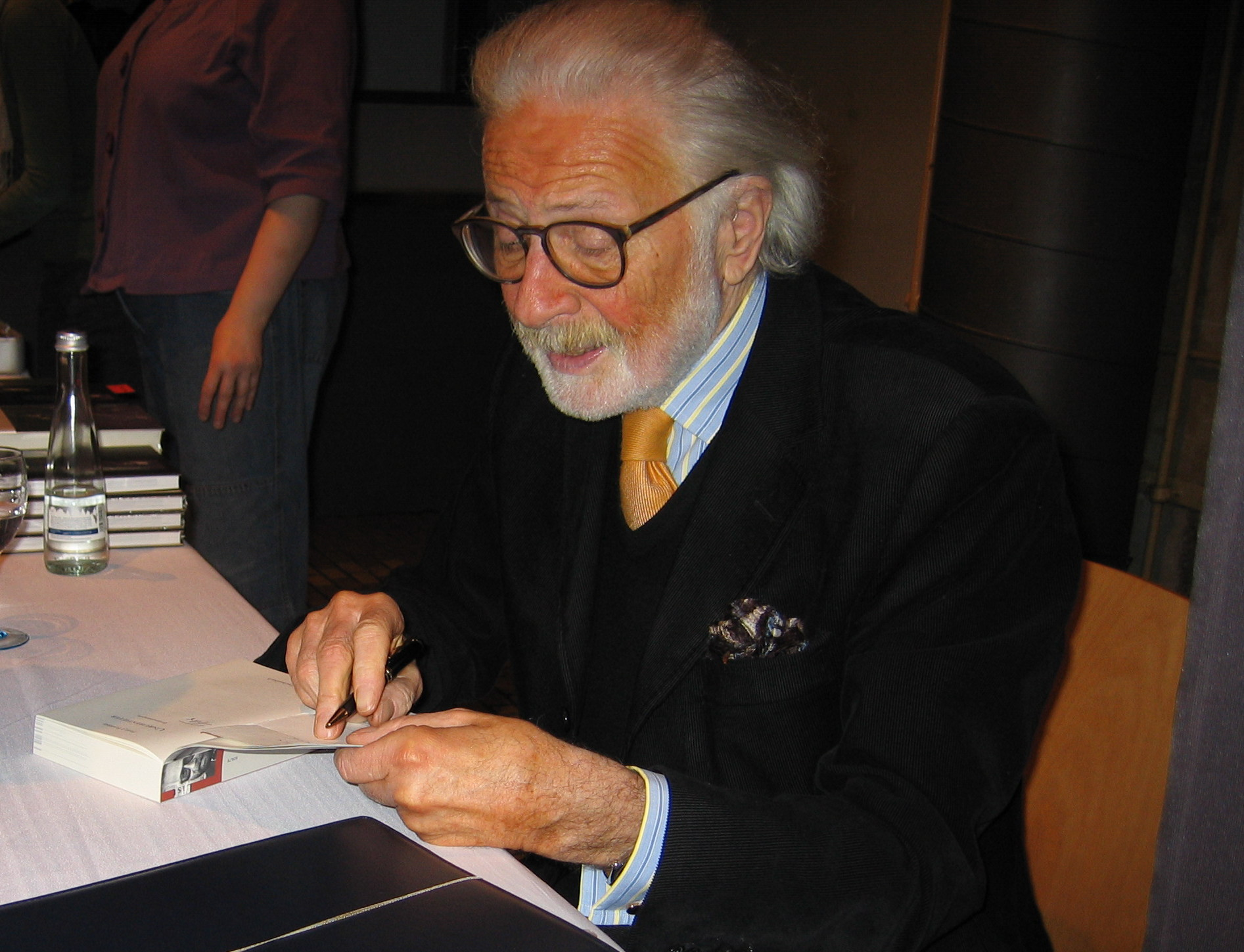
Fritz Raddatz em 2012

- Herders Konzeption der Literatur, dargelegt an seinen Frühschriften, 1958
- Traditionen und Tendenzen. Materialien zur Literatur der DDR. Suhrkamp, Frankfurt am Main 1972, ISBN 3-518-03995-4
- Georg Lukács in Selbstzeugnissen und Bilddokumenten. Rowohlt, Reinbek 1972, ISBN 3-499-50193-7
- Karl Marx. Eine politische Biographie. Hoffmann und Campe, Hamburg 1975, ISBN 3-455-06010-2
- Heinrich Heine. Ein deutsches Märchen. Essay. Hoffmann und Campe, Hamburg 1977, ISBN 3-455-06011-0
- Revolte und Melancholie. Essays zur Literaturtheorie. Knaus, Hamburg 1979, ISBN 3-8135-2543-0
- Von Geist und Geld. Heinrich Heine und sein Onkel, der Bankier Salomon. Eine Skizze. With six etchings by Günter Grass. Bund, Köln 1980, ISBN 3-7663-0631-6
- Eros und Tod. Literarische Portraits. Knaus, Hamburg 1980, ISBN 3-8135-2555-4
- Pyrenäenreise im Herbst. Auf den Spuren Kurt Tucholskys. Rowohlt, Reinbek 1985, ISBN 3-498-05705-7
- Die Nachgeborenen. Leseerfahrungen mit zeitgenössischer Literatur. S. Fischer, Frankfurt am Main 1983, ISBN 3-10-062802-0
- Lügner von Beruf. Auf den Spuren William Faulkners. Rowohlt, Reinbek 1987, ISBN 3-498-05711-1
- Tucholsky, ein Pseudonym. Essay. Rowohlt, Reinbek 1989, ISBN 3-498-05706-5
- Taubenherz und Geierschnabel. Heinrich Heine. Eine Biographie. Beltz, Weinheim 1997, ISBN 3-88679-288-9
- Ich habe dich anders gedacht. Erzählung. Arche, Zürich 2001, ISBN 3-7160-2287-X
- Gottfried Benn. Leben – niederer Wahn. Eine Biographie. Propyläen, Berlin 2001, ISBN 3-549-07145-0
- Günter Grass. Unerbittliche Freunde. Ein Kritiker. Ein Autor. Arche, Zürich 2002, ISBN 3-7160-2308-6
- Literarische Grenzgänger. Sieben Essays. List, München 2002, ISBN 3-548-60220-7
- Unruhestifter. Erinnerungen. Propyläen, Berlin 2003, ISBN 3-549-07198-1
- Eine Erziehung in Deutschland. Trilogie. Rowohlt, Reinbek 2006, ISBN 3-498-05778-2
- Liebes Fritzchen, Lieber Groß-Uwe. Der Briefwechsel (with Uwe Johnson). Suhrkamp, Frankfurt am Main 2006, ISBN 3-518-41839-4
- Schreiben heißt, sein Herz waschen. Literarische Essays. Zu Klampen, Springe 2006, ISBN 3-934920-95-0
- Mein Sylt. Photos by Karin Székessy. Mare, Hamburg 2006, ISBN 3-936384-26-6
- Das Rot der Freiheitssonne wurde Blut. Literarische Essays. Zu Klampen, Springe 2007, ISBN 978-3-86674-013-6
- Rainer Maria Rilke. Überzähliges Dasein. Eine Biographie. Arche, Zürich 2009, ISBN 978-3-7160-2606-9
- Nizza – mon amour. Arche, Zürich 2010, ISBN 978-3-7160-2636-6
- Tagebücher 1982–2001. Rowohlt, Reinbek 2010, ISBN 978-3-498-05781-7
- Bestiarium der deutschen Literatur. Rowohlt, Reinbek 2012, ISBN 978-3-498-05793-0
- Tagebücher 2002–2012. Rowohlt, Reinbek 2014, ISBN 978-3498057978.[2]
- Jahre mit Ledig: Eine Erinnerung. Rowohlt, Reinbek 2015, ISBN 978-3-498-05798-5